# Státní liga 1945/1946
Tento článek pojednává o jednom ze soutěžních ročníků Československé fotbalové ligy. Ještě před začátkem sezony 1944/45 došlo k vyostření válečné situace na území Evropy i Československa. Z tohoto důvodu nebyl ročník ani rozehrán. Následující sezona tak navazovala na ročník 1943/44 až po konci války. Odehrála se pod starým názvem Státní liga 1945/46. Jednalo se o celkově 21. ročník nejvyšší fotbalové ligové soutěže (včetně 6 ročníků odehraných za období Protektorátu). Titul z tohoto ročníku získala AC Sparta Praha, která si zajistila 11. mistrovský titul.

## Formát soutěže
Národní liga se hrála zvlášť v Čechách a na Moravě a zvlášť na Slovensku. Poslední ročník měl v Čechách a na Moravě 14 členů a na Slovensku členů 12. Z důvodu sloučení těchto soutěží nastal problém s počtem účastníků, protože 26 účastníků je na jednu soutěž neúměrně mnoho. Řešením se stalo rozdělení na dvě skupiny, jejichž vítězové sehráli vzájemné finále hrané na dva zápasy. Do soutěže tak mohlo postoupit 20 soutěžních týmů. Poměr byl 14 pro Čechy a Moravu, pro Slovensko připadlo postů 6. Do každé skupiny bylo zařazeno sedm týmů z Čech a Moravy a tři ze Slovenska, přičemž do čela byla nasazena slavná pražská 'S' (Sparta a Slavia).

## Finále
| Finále Československé fotbalové ligy 1945/46 |                   |               |                   |         |         |         |
|                                              | Vítěz Skupiny "A" | Výsledek      | Vítěz Skupiny "B" |         | 1.zápas | 2.zápas |
| Zlato                                        | AC Sparta Praha   | 9 : 2 (celk.) | SK Slavia Praha   | Stříbro | 4 : 2   | 5 : 0   |

## Rekapitulace soutěže
| Československá Fotbalová liga 1945/46     |                                                                  |
|                                           |                                                                  |
| Ocenění                                   |                                                                  |
| Vítěz                                     | AC Sparta Praha (11. titul)                                      |
| Vítěz domácího poháru                     |                                                                  |
| Český pohár 1946                          | AC Sparta Praha                                                  |
| Pohyb v soutěži                           |                                                                  |
| Sestupující do divize                     | SK Rakovník SK Čechie Karlín SK Polaban Nymburk ŠK Baťovany      |
|                                           | AC Sparta Považská Bystrica TŠS Trnava SK Prostějov SK Pardubice |
| Postupující do I. ligy                    | SK Olomouc ASO SK Libeň                                          |
| Nejlepší střelec                          |                                                                  |
| Josef Bican - (SK Slavia Praha) - 31 gólů |                                                                  |

## Konečné tabulky soutěže

### Skupina "A"
| Poř. | Tým                    | Z  | V  | R | P  | VG | OG | TP  | B  |
| ---- | ---------------------- | -- | -- | - | -- | -- | -- | --- | -- |
|      | AC Sparta Praha        | 18 | 16 | 0 | 2  | 80 | 34 | +46 | 32 |
| 2.   | SK Baťa Zlín           | 18 | 11 | 1 | 6  | 66 | 44 | +22 | 23 |
| 3.   | ŠK Bratislava          | 18 | 9  | 3 | 6  | 54 | 41 | +13 | 21 |
| 4.   | SK Slezská Ostrava     | 18 | 9  | 1 | 8  | 55 | 57 | -2  | 19 |
| 5.   | AFK Bohemians Vršovice | 18 | 8  | 2 | 8  | 58 | 38 | +20 | 18 |
| 6.   | ŠK Žilina              | 18 | 8  | 2 | 8  | 43 | 46 | -3  | 18 |
| 7.   | SK Rakovník            | 18 | 7  | 0 | 11 | 40 | 54 | -14 | 14 |
| 8.   | SK Čechie Karlín       | 18 | 6  | 2 | 10 | 37 | 59 | -22 | 14 |
| 9.   | SK Polaban Nymburk     | 18 | 5  | 2 | 11 | 57 | 69 | -12 | 12 |
| 10.  | ŠK Baťovany            | 18 | 4  | 1 | 13 | 21 | 69 | -48 | 9  |

### Skupina "B"
| Poř. | Tým                         | Z  | V  | R | P  | VG | OG | TP  | B  |
| ---- | --------------------------- | -- | -- | - | -- | -- | -- | --- | -- |
|      | SK Slavia Praha             | 18 | 13 | 3 | 2  | 99 | 24 | +75 | 29 |
| 2.   | SK Židenice                 | 18 | 12 | 1 | 5  | 61 | 43 | +18 | 25 |
| 3.   | SK Viktoria Plzeň           | 18 | 11 | 2 | 5  | 62 | 55 | +7  | 24 |
| 4.   | ŠK Jednota Košice           | 18 | 9  | 4 | 5  | 55 | 38 | +17 | 22 |
| 5.   | SK Kladno                   | 18 | 7  | 3 | 8  | 58 | 43 | +15 | 17 |
| 6.   | SK Viktoria Žižkov          | 18 | 7  | 3 | 8  | 45 | 53 | -8  | 17 |
| 7.   | AC Sparta Považská Bystrica | 18 | 5  | 4 | 9  | 44 | 63 | -19 | 14 |
| 8.   | TŠS Trnava                  | 18 | 4  | 4 | 10 | 36 | 62 | -26 | 12 |
| 9.   | SK Prostějov                | 18 | 4  | 3 | 11 | 25 | 64 | -39 | 11 |
| 10.  | SK Pardubice                | 18 | 3  | 3 | 12 | 35 | 75 | -40 | 9  |

## Nejlepší střelci
| Poř. | Hráč           | Klub                            | Branky |
| ---- | -------------- | ------------------------------- | ------ |
| 1.   | Josef Bican    | SK Slavia Praha                 | 31     |
| 2.   | Vladimír Hönig | SK Viktoria Plzeň, SK Baťa Zlín | 30     |
| 3.   | Jan Šimek      | SK Židenice                     | 26     |
| 4.   | Jan Seidl      | SK Kladno                       | 20     |
| 5.   | Josef Pajkrt   | SK Polaban Nymburk              | 19     |

## Soupisky mužstev - skupina „A“

### AC Sparta Praha
Karel Bláha (1/0/0),
Karel Horák (19/0/4) –
Lubomír Bláha (7/0),
Jaroslav Cejp (6/6),
Miroslav Gründl (1/0),
František Hájek (11/13),
Josef Hronek (5/3),
Miloslav Jankovský (1/0),
Václav Kokštejn (14/13),
Karel Kolský (18/1),
Ladislav Koubek (19/1),
Josef Ludl (19/12),
Jan Říha (15/7),
Karel Senecký (19/1),
Rudolf Šmejkal (12/0),
Jaroslav Štumpf (7/0),
Jaroslav Vejvoda (12/12),
Jiří Zástěra (19/0),
Jiří Zmatlík (15/20) –
trenér Ferenc Szedlacsek

### SK Baťa Zlín
František Jordák (18/0/1) –
Rudolf Bartonec (18/1),
Ludvík Dupal (18/2),
Josef Hlobil (4/2),
Vladimír Hönig (7/13),
Miloslav Hromniak (5/0),
Josef Humpál (16/9),
Josef Janík (18/9),
Stanislav Kocourek (18/0),
Karel Michlovský (17/9),
Miloslav Novák (13/0),
Gustav Prokop (1/0),
Jiří Sobotka (9/3),
Antonín Tichý (18/17),
Karel Zeissberger (17/0) –
trenér ...

### ŠK Bratislava
Theodor Reimann (20/0/2) –
Ján Arpáš (16/13),
Jozef Bačkor (8/0),
Jozef Baláži (17/6),
František Beránek (3/1),
Emil Dulovič (1/0),
Karol Gašpar (2/0),
Štefan Gürtler (5/2),
Karol Hrnčiar (1/0),
Ivan Chodák (14/0),
Jozef Karel (12/1),
Július Korostelev (20/18),
Miroslav Králik (1/0),
Jozef Luknár (16/5),
Ladislav Putyera (3/2),
Peter Švantner (9/0)
Viktor Tegelhoff (17/8),
Ján Vajsábel (1/0),
Viliam Vanák (11/0),
Vladimír Venglár (17/0),
Michal Vičan (10/0),
Gustáv Žáček (16/0) –
trenér Ferdinand Daučík

### SK Slezská Ostrava
Emil Krischke (1/0/0),
Svatopluk Schäfer (16/0/4),
Václav Vicher (1/0/1) –
Jan Blačinský (11/3),
Vladimír Bouzek (15/13),
Jaroslav Červený II (3/1),
Antonín Dostál (2/2),
Oldřich Foldyna (16/0),
Miroslav Horák (2/1),
Jiří Křístek (1/0),
Jiří Křižák (18/16),
Bohumír Marynčák (16/0),
Jan Moskala (4/0),
Oldřich Ondřej (2/0),
Alois Pszczolka (11/7),
Karel Radimec (18/0),
Ladislav Reček (14/11),
Zdeněk Šajer (17/0),
Emil Šlapák (6/0),
Vlastimil Vidlička (15/0),
Josef Vnenk (4/1), 
Jaromír Vrobel (1/0)  –
trenéři František Bělík a František Kuchta

### AFK Bohemians Praha
Vladimír Leština (7/0/1),
Adolf Štojdl (11/0/1) –
Otakar Češpiva (11/1),
František Havlíček (3/0),
Václav Jíra (15/0),
Jan Kalous (15/0),
Ladislav Kareš (1/0),
Josef Kejř (3/3),
Jaroslav Liška (16/7),
Jan Melka (18/10),
Václav Mikeš (4/2),
Jaroslav Panec (1/0),
Jiří Pešek (14/4),
Ferdinand Plánický (15/14),
Jiří Provalil (13/12)
Milan Röder (16/0),
Oldřich Urban (18/0),
Josef Vedral (17/4) –
trenér Antonín Lanhaus

### ŠK Žilina
Milan Pochaba (8/0/1),
Karol Šanca (10/0/0) –
Gustáv Bánovec (4/0),
Jozef Bielek (15/14),
Jozef Čelko (11/0),
Alois Kaschl (4/2),
Viliam Meissner (16/4),
Emil Pažický (11/1),
Milan Riedl (18/2),
Ľudovít Skach (6/2),
Alojz Stárek (7/1),
Radoslav Stárek (2/0),
Ľudovít Szabó (11/3),
Ondrej Šedo (18/0),
Ľudovít Šterbák (18/0),
Boris Timkanič (15/1),
Herbert Ulrich (9/2),
Vojtech Zachar (16/10) –
trenéři Jozef Bielek (podzim) a Josef Kuchynka (jaro)

### SK Rakovník
Vlastimil Ronc (18/0/2) –
Lubomír Bláha (11/0),
Zdeněk Bozděch (14/0),
Václav Diepolt (16/5),
Rudolf Hyrman (13/4),
Bohumil Chmelař (16/0),
Josef Ibl (13/6),
Václav Jindra (2/0),
Vladimír Kluc (18/0),
František Kolman (18/0),
Oldřich Nejedlý (16/8),
Karel Polcar (9/0),
Josef Tobiáš (18/10),
Břetislav Vostatek (13/6),
Václav Vydra (3/0) –
hrající trenér Oldřich Nejedlý

### SK Čechie Karlín
Jiří Studnička (16/0/1),
Jiří Tesař (2/0/0) –
Miroslav Beneš (15/0),
Václav Beran (6/1),
Jaroslav Bílek (15/6),
Ludvík Bradáč (9/1),
Vladimír Buchta (18/3),
Stanislav Jelínek (17/0),
Josef Kloubek (18/0),
Antonín Kutil (13/4),
Jiří Mrázek (7/3),
Jiří Polák (4/1),
Vlastimil Preis (13/12),
František Stolař (2/0),
Karel Vokoun (17/3),
Josef Všetečka (3/0),
Josef Zeman (6/2),
Josef Zoubek (4/1),
Bohumil Žák (12/0) –
trenér Antonín Puč

### SK Polaban Nymburk
Josef Kračmar (1/0/0),
František Matys (15/0/1),
Vojtěch Věchet (2/0/1) –
Václav Blažejovský (18/2),
Václav Bouška (1/0),
Karel Čáp (15/8),
Vratislav Fikejz (18/12),
Vladislav Kračmar (16/0),
Zdeněk Kukal (18/0),
Josef Kvapil (10/7),
Josef Pajkrt (18/18),
Josef Pfeffer (4/0),
Jiří Trkal (4/1),
Bohumil Trubač (18/8),
Vladislav Valoušek (5/1),
František Vančura (17/0),
Karel Vlnas (18/0) –
trenér Josef Čapek

### ŠK Baťovany
František Číž (13/0/3),
Jozef Valentovič (5/0/1) –
Anton Albrecht (10/1),
Jozef Bartek (4/0),
... Bodacz (1/0),
Tibor Čiták (9/0),
Eduard Decker (1/0),
František Gbelský (3/0),
Vojtech Chmilnický (6/0),
Karol Jokl (14/4),
Martin Kebis (1/0),
František Masarovič (10/5),
Július Meliš (1/1),
Imrich Modory (17/3),
Pavol Molnár (9/0),
Ladislav Nagy (15/1),
Alexander Pajszer (8/1),
Karol Polák (3/0),
Július Psičák (13/0),
Ján Salay (2/1),
Jozef Špirko (3/0),
Michal Štibrányi (18/0),
Ladislav Uličný (10/0),
Ľudovít Venutti (9/3),
Imrich Záhorský (13/0) –
trenér Štefan Čambal

## Soupisky mužstev - skupina „B“

### SK Slavia Praha
Karel Finek (14/0/-),
Emil Kabíček (6/0/-) –
Josef Bican (16/31),
Antonín Bradáč (18/13),
František Hampejs (19/4),
Jiří Hanke (20/0),
Ota Hemele (14/7),
Jindřich Holman (20/15),
Stanislav Kocourek (2/0),
Vlastimil Kopecký (16/10),
Vlastimil Luka (17/0),
Bohumil Říha (18/0),
Karel Trojan (15/0),
František Vlk (3/3),
Čestmír Vycpálek (17/11),
Jiří Žďárský (5/6) –
trenér Emil Seifert

### SK Židenice
Karel Kopecký (18/0/2) –
Jaroslav Červený II (1/0),
Josef Galáb (17/1),
Rudolf Krejčíř (9/4),
Karel Nepala (3/1),
Karel Plšek (2/1),
Oldřich Rulc (18/2),
Bohuslav Sláma (8/0),
Zdeněk Sobotka (8/5),
Jan Šimek (18/26),
František Štěpán (13/10),
Karel Trnka (15/5),
Eduard Vaněk (18/0),
Miroslav Vaněk (10/0),
Vladimír Vrzal (18/0),
František Zapletal (18/2) –
trenér Josef Eremiáš

### SK Viktoria Plzeň
Miloslav Beneš (-/0/-),
František Lacina (-/0/-) –
Václav Bartoš (-/0),
František Berka (-/0),
Jaroslav Bešťák (-/0),
Vladimír Bína (-/0),
František Formánek (-/4),
Vladimír Hönig (-/16),
Vladimír Perk (-/17),
Otakar Prokeš (-/0),
Rudolf Sloup (-/4),
Zdeněk Sloup (-/3),
Václav Svoboda (-/1),
Ladislav Šamberger (-/5),
Miloslav Štekl (-/9),
Josef Vokurka (-/0),
Karel Zeissberger (-/1) –
trenér Jan Kuželík

### ŠK Jednota Košice
Tamás Andó (-/0/-),
Ladislav Beller (-/0/-),
János Klimcsók (-/0/-),
Jozef Molnár (-/0/-) –
István Csiszár (-/1),
Cebek Čančinov (-/1),
Miloslav Danko (-/10),
Zoltán Fazekaš (-/14),
František Greškovič (-/8),
Jozef Hučka (-/0),
Pavol Kaincz (-/0),
Jozef Kertész (17/6),
Miloš Klimek (-/7),
Jozef Marga (-/0),
György Marik (-/0),
Ondrej Nepko (-/1),
Vasil Papp (-/0),
Andrej Pásztor (-/2),
Ladislav Putyera (-/0),
János Stibinger-Štrba (-/1),
Jozef Takáč (-/0),
István Turek (-/5),
Eugen Vinnyei-Prošovský (-/0),
František Vysocký (1/1),
Rudolf Zibrínyi (-/0) –
trenéři Arpád Regecký, Géza Kalocsay a Antonín Fivébr (10.–18. kolo)

### SK Kladno
Jan Biskup (-/0/-),
Vladimír Leština (-/0/-) –
Vladimír Carvan (-/0),
František Kusala (-/0),
Eduard Möstl (-/0),
Václav Mrázek (-/3),
Miloš Mrvík (-/3),
Václav Peták (-/2),
František Rašplička (-/1),
Vojtěch Rašplička (-/1),
Antonín Rýgr (-/15),
Jan Seidl (-/20),
Karel Sklenička (-/0),
Václav Sršeň (-/13),
Josef Sýkora (-/0),
František Zika (-/0) –
trenéři Josef Holman a František Kusala

### SK Viktoria Žižkov
Miroslav Mader (-/0/-),
Josef Tůma (-/0/-) –
Vladimír Breburda (-/6),
Antonín Filip (-/1),
Miroslav Frydrych (-/0),
Karel Hloušek (-/3),
Jiří Jouza (-/2),
Antonín Kračman (-/0),
Ladislav Linhart (9/3),
Oldřich Menclík (-/1),
Alois Mourek (-/0),
Vilém Příbek (-/0),
Josef Randák (-/0),
Evžen Valtr (-/2),
Miroslav Vrátil (-/9),
Bohuslav Vyletal (-/8),
Miroslav Zuzánek (-/10) –
trenér Ladislav Ženíšek

### AC Sparta Považská Bystrica
Ján Gogoľ (18/0/0) –
... Čudek (-/0),
Ján Droják (-/3),
Štefan Grman (-/...),
... Hroznár (-/0),
Augustín Kostolník (-/14),
Jozef Kostolník (-/...),
Josef Košťálek (-/0),
František Krištofík (-/0),
František Matúšek (-/...),
Martin Matúšek (-/...),
Eduard Mecko (-/0),
Jozef Mužík (-/...),
Miroslav Petrášek (-/8),
Nándor Roth (-/6),
Eduard Stráňovský (-/1),
... Škvarenina (-/...),
... Turanček (-/1),
Vlastimil Ipser (-/0) –
hrající trenér Josef Košťálek

### TŠS Trnava
Vojtech Lukovič (-/0/-),
Ján Šarmír (4/0/0),
Viliam Tomašovič (-/0/-) –
Ladislav Babušek (-/5),
Michal Benedikovič (-/1),
František Bolček (-/8),
... Bošanský (-/3),
Jozef Brezovský (-/0),
Jozef Hagara (-/0),
Karol Kováč (-/0),
Anton Malatinský (-/7),
Jozef Marko (-/1),
... Mečiar (-/0),
... Meliška (-/0),
Viliam Ormandy (-/0),
Jozef Papp (-/5),
Ján Pastucha (-/2),
Antonín Plemeník (-/0),
Štefan Stankovič (-/0),
Štefan Šipka (-/0),
Jozef Tibenský (-/0),
Jozef Ulehla (-/4),
Karol Valentovič (-/0),
F... Vokoun (-/0) –
trenér Ervín Kovács

### SK Prostějov
Evžen Jurka (-/0/0),
Jiří Kujal (-/0/0),
František Šrám (-/0/0) –
František Buchta (18/6),
Jiří Gazda (-/2),
Zdeněk Haisl (7/2),
Oldřich Juříček (-/1),
Alfons Klammert (-/3),
Oldřich Kvapil (-/1),
Miloš Kýr (-/0),
Jan Linhart (-/0),
Rudolf Němeček (-/0),
Vlastimil Ohlídal (-/0),
Josef Omachlík (-/0),
Jan Pavelka (-/7),
Alois Procházka (-/1),
... Zankl (-/0),
Jan Zdráhal (-/2) –
trenér ...

### SK Pardubice
Ladislav Klement (1/0/0),
Stanislav Stria (3/0/0),
Jaroslav Štětka (6/0/0),
František Vondrouš (8/0/0) –
Emil Anger (12/2),
Jaroslav Cejp (13/5),
Miroslav Grunt (4/0),
František Holý (1/0),
Václav Janda (6/2),
Josef Jelínek II (6/1),
Václav Kaiser (9/0),
Alois Kalivoda (8/4),
Ladislav Kareš (9/8),
Josef Novák I (17/0),
Josef Pešava (12/0),
Karel Pospíšil (3/0),
Miroslav Potůček (2/0),
Ludvík Procházka (6/0),
Ferdinand Růžička (15/0),
Josef Skala (4/1),
Emanuel Slavíček (3/1),
Maxmilián Synek (11/0),
Josef Šváb (9/0),
Rudolf Toman (15/6),
František Veselý (9/4),
Bohumil Zoubek I (3/0),
Ladislav Žantovský (3/0)
+ 1 vlastní branka Bohumil Říha (Slavia Praha) –
trenér ...